# Xenodochus
Xenodochus es un  género de coleópteros adéfagos de la familia Carabidae.

## Especies
Comprende las siguientes especies:
- Xenodochus dabreui (Andrewes, 1924)
- Xenodochus exaratus (Dejean, 1829)
- Xenodochus mediocris (Andrewes, 1936)
- Xenodochus melanarius (Boheman, 1848)
- Xenodochus micans (Dejean, 1831)
- Xenodochus nigerianus Basilewsky, 1946
- Xenodochus penthicus (Jeannel, 1948)
- Xenodochus senegalensis (Dejean, 1829)
- Xenodochus usambaranus Basilewsky, 1948